# Amanda Grayson
Amanda Stemple Grayson è un personaggio immaginario dell'universo fantascientifico di Star Trek. È la madre umana di Spock e moglie di Sarek. Il personaggio appare in tre serie e tre film del franchise, dove viene interpretata dalle attrici Jane Wyatt, Cynthia Blaise, Winona Ryder e Mia Kirshner, nonché doppiato originalmente da Majel Barrett. Appare inoltre in numerosi romanzi del franchise.
Nonostante nella serie classica appaia in un solo episodio, il personaggio di Amanda Grayson ha avuto un enorme impatto nell'universo di Star Trek. È considerato un personaggio di carattere, "tosta" e al contempo amorevole e compassionevole.

## Storia del personaggio

### Timelineclassica
Nata sulla Terra nel 2210, Amanda Grayson è un'insegnante umana che l'ambasciatore Vulcaniano Sarek ha sposato per una questione di logica e per meglio saldare relazioni diplomatiche con la Terra, portandola a vivere con sé su Vulcano, dove ha dato alla luce Spock nel 2230, che è così per metà umano e per metà vulcaniano. È un personaggio enigmatico e distaccato, che nell'episodio Viaggio a Babel si presenta mite e, almeno apparentemente, non si lascia coinvolgere dall'attrito tra il figlio Spock e il marito Sarek, tradendo tuttavia la tempesta di emozioni interiore.
Nel romanzo non canonico del 1984 The Vulcan Academy Murders di Jean Lorrah, dove Amanda è in cura per una malattia spaziale, viene rivelato che lei e Sarek si sono conosciuti grazie al fatto che Amanda fosse una traduttrice per conto della Federazione dei Pianeti Uniti, il che ne rivela la natura curiosa nei confronti delle altre specie.
Ne L'ultima frontiera, ambientato nel 2285, Amanda Grayson appare come personaggio di sfondo che serve a ricordare la natura di Spock, divisa tra umana e vulcaniana e per questo in perenne conflitto. Amanda aiuta il figlio a venire rieducato dopo il Fal-tor-pan, in cui T'Pol ha riunito il Katra di Spock al suo corpo, programmando il computer in modo che Spock possa affrontare anche il suo lato umano, ponendogli domande quali "Come ti senti?".
Nella timeline classica di Star Trek, Amanda Grayson muore in una data imprecisata tra gli eventi de L'ultima frontiera e quelli dell'episodio della terza stagione della serie televisiva Star Trek: The Next Generation, Sarek. In questo episodio, nel quale Sarek compie un'ultima missione diplomatica prima della pensione, portando con se la sua seconda moglie, anche lei terrestre, Perrin. Qui, colpito da una malattia Vulcaniana dovuta alla vecchiaia e simile all'Alzheimer, Sarek si fonde mentalmente con Picard, permettendoci di scoprire che ha il rimpianto di non aver mai detto ad Amanda quanto l'amasse.

### Expanded Universe
In Star Trek: Discovery Michael Burnham afferma che nei suoi confronti Amanda prova affetto e rispetto e la serie ci rivela come lei fosse amorevole nei confronti dei figli, che sosteneva. Nell'episodio della prima stagione Il contesto è per i re (Context is for Kings), Burnham racconta che Amanda leggeva a lei e a Spock il libro Alice nel paese delle Meraviglie, quando Micheal va a vivere da loro dopo la perdita dei genitori, mettendone in luce le caratteristiche di madre amorevole. Nell'episodio della seconda stagione Luce e tenebre (Light and Shadows), Amanda Grayson si scontra con Sarek e con Michael Burnham al fine di proteggere il piccolo Spock, perché prova un senso di colpa nell'aver dato al figlio una natura mista, metà umana e metà Vulcaniana, causando in lui un conflitto interiore. In questa stagione di Discovery, inoltre, Amanda opera attivamente per aiutare a ritrovare il figlio scomparso, spingendosi anche al furto di documenti pur di giungere al fine che si pone.
Il personaggio appare anche nella serie Strange New Worlds, dove aiuta il figlio a passare la cena-rituale di fidanzamento ufficiale con T'Pring, cena sottoposta al giudizio della severa suocera di Spock.

### Timelinealternative
Nella realtà alternativa della Kelvin Timeline del film Star Trek del 2009, dove Amanda Grayson viene interpretata dall'attrice Winona Ryder, il personaggio non viene sviluppato e appare solamente a dimostrare l'amore che prova per suo figlio, morendo nella distruzione del pianeta Vulcano da parte di Nero, il quale crea una singolarità quantica con la Materia Rossa che fa implodere il pianeta. In seguito, confortando il figlio Spock, diviso tra la sua natura umana e quella vulcaniana e profondamente colpito dalla morte della madre, Sarek gli rivelerà di aver sposato Amanda per amore, ammissione che non ha mai concesso nella linea temporale normale. Nel film Amanda esprime la propria solidarietà con il figlio Spock, al quale confida che sarà sempre orgogliosa di lui, qualunque percorso egli decida di intraprendere, dopo essere stato rifiutato dall'Accademia delle Scienze Vulcaniana, considerandolo uno "svantaggiato", perché per metà umano, suggerendo così che Amanda sia vittima di razzismo e di sessismo da parte dei Vulcaniani.
In un'altra realtà alternativa, creata accidentalmente da una squadra di rilevamento temporale che utilizza il Guardiano dell'Eternità nel 2269, Amanda si separa da Sarek tornando sulla Terra, successivamente alla morte di Spock nel 2237, e muore nello schianto della sua navetta. Successivamente lo Spock adulto di un futuro alternativo altera la linea temporale per evitare la propria morte da bambino, cancellando così anche la linea temporale che porta alla morte della madre Amanda.

## Relazioni
Amanda Grayson è la moglie umana del Vulcaniano Sarek, quindi madre naturale di Spock e madre adottiva di Sybok e di Michael Burnham. È inoltre nuora di Skon, il padre di Sarek, e di Solakr, il nonno di quest'ultimo, nonché cugina acquisita di Selek (personaggio che appare nel medesimo episodio Viaggio a ritroso nel tempo della serie animata, in cui appaiono Amanda e Sarek).
Nel film L'ultima frontiera si afferma inoltre che Amanda Grayson, e quindi implicitamente lo stesso Spock, è inoltre una discendente dello scrittore Arthur Conan Doyle, avendo quindi antenati londinesi e di conseguenza britannici. Tuttavia il regista del film, Nicholas Meyer, ha suggerito che è più divertente pensare che Amanda Grayson sia invece letteralmente discendente dei personaggi di Conan Doyle, più che non dello scrittore stesso, Sherlock Holmes e Irene Adler, vedendo in questo anche una connessione tra i due personaggi femminili: nel racconto Uno scandalo in Boemia la Adler è l'unica in grado di resistere a Sherlock Holmes, così come Amanda è l'unica in grado di resistere a Sarek.

## Sviluppo
Il personaggio di Amanda Grayson è stato creato dalla sceneggiatrice D.C. Fontana, una delle più importanti autrici e responsabile della creazione di molte delle fondamenta del canone di Star Trek, per l'episodio della seconda stagione della serie classica, Viaggio a Babel (Journey to Babel). D.C. Fontana ha affermato di aver scelto il nome Amanda perché uno dei suoi significati è "degno di essere amata", definizione che ne descrive perfettamente il carattere. D.C. Fontana torna in seguito sul personaggio scrivendo anche l'episodio della prima stagione della serie animata, Viaggio a ritroso nel tempo (Yesteryear), dove Amanda Grayson si oppone allo stoicismo di Sarek, che vorrebbe Spock non cedesse al suo lato umano.
La scelta di Jane Wyatt per interpretare la madre di Spock da parte della produzione è stata in parte dovuta al fatto che l'attrice fosse già stata la protagonista della serie televisiva Papà ha ragione (Father Knows Best), in cui interpretava l'amorevole madre protagonista Margaret Anderson, moglie di Jim Anderson (Robert Young). La stessa Wyatt ha riconosciuto come il personaggio abbia avuto un forte e duraturo impatto nella sua carriera e di come, anche dopo anni, continuasse a ricevesse posta da parte dei fan per Papà ha ragione, per il film Orizzonte perduto del 1937 e per Star Trek, riferendo di come molti fan quando la incontravano le si rivolgevano chiamandola "Amanda".
Nella serie televisiva Star Trek: Discovery, dove Amanda Grayson appare nelle prime due stagioni, il personaggio è stato fortemente voluto dal produttore Bryan Fuller, che l'ha sempre ritenuta molto affascinante e ha affermato: "Adoro quel personaggio. Ho adorato il ritratto fattone da Winona Ryder [nel film del 2009] ed è un personaggio fantastico. Sarebbe divertente in qualche iterazione di questa serie incorporare lei e la sua storia. Non è una parte centrale dello show, ma adoriamo quel personaggio". Il personaggio appare infine nella quinta puntata della seconda stagione di Strange New Worlds.

## Interpreti
Amanda Grayson appare per la prima volta nell'episodio della seconda stagione della serie televisiva Star Trek, Viaggio a Babel (Journey to Babel, 1967), in cui viene interpretata dall'attrice statunitense Jane Wyatt.
Nell'edizione italiana della serie viene doppiata da Teresita Fabris. La Wyatt ritorna in seguito a interpretare il personaggio nel film Rotta verso la Terra (Star Trek IV: The Voyage Home, 1986), dove viene doppiata in italiano da Maria Pia Di Meo.
Nell'edizione originale del secondo episodio della prima stagione della serie animata del 1973, Viaggio a ritroso nel tempo (Yesteryear), il personaggio di Amanda Grayson viene doppiato da Majel Barrett, moglie del creatore del franchise Gene Roddenberry, nonché già interprete del Numero Uno e dell'infermiera Christine Chapel, oltre che in seguito interprete di Lwaxana Troi e voce del computer delle serie televisive ambientate nel XXIV secolo.
In alcuni flashback presenti nel film Star Trek V - L'ultima frontiera (Star Trek V: The Final Frontier, 1989), una giovane Amanda Grayson viene interpretata dall'attrice statunitense Cynthia Blaise.
Nella Kelvin Timeline del film Star Trek (2009), il personaggio viene interpretato dall'attrice statunitense Winona Ryder e doppiato in italiano da Stella Musy.
Infine, nelle prime due stagioni della serie televisiva Star Trek: Discovery e nella seconda di Star Trek: Strange New Worlds, il personaggio di Amanda Grayson viene impersonato dall'attrice canadese Mia Kirshner.

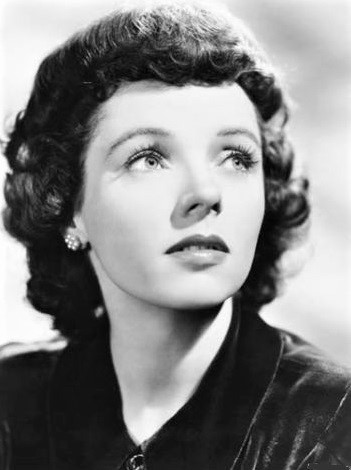
Jane Wyatt, la prima attrice a interpretare Amanda Grayson nella serie classica
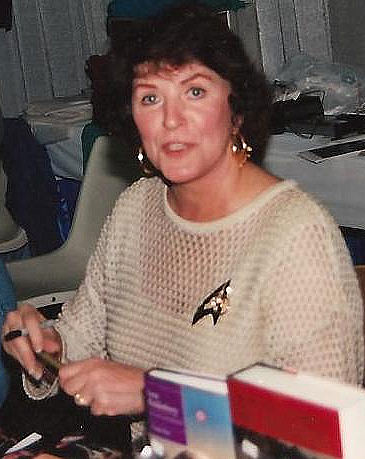
Majel Barrett presta la voce al personaggio nella serie animata
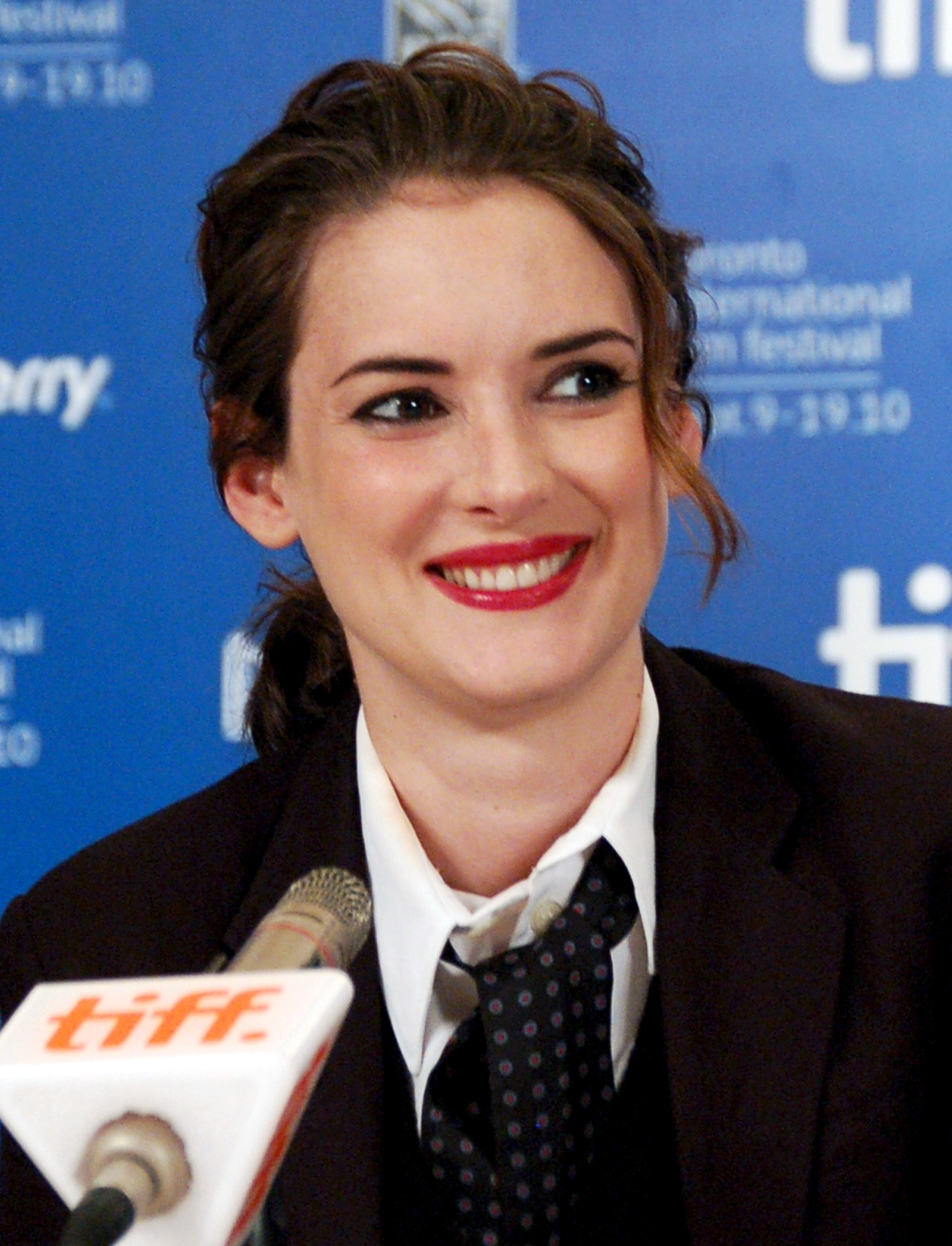
Winona Ryder interpreta Amanda nel film del 2009
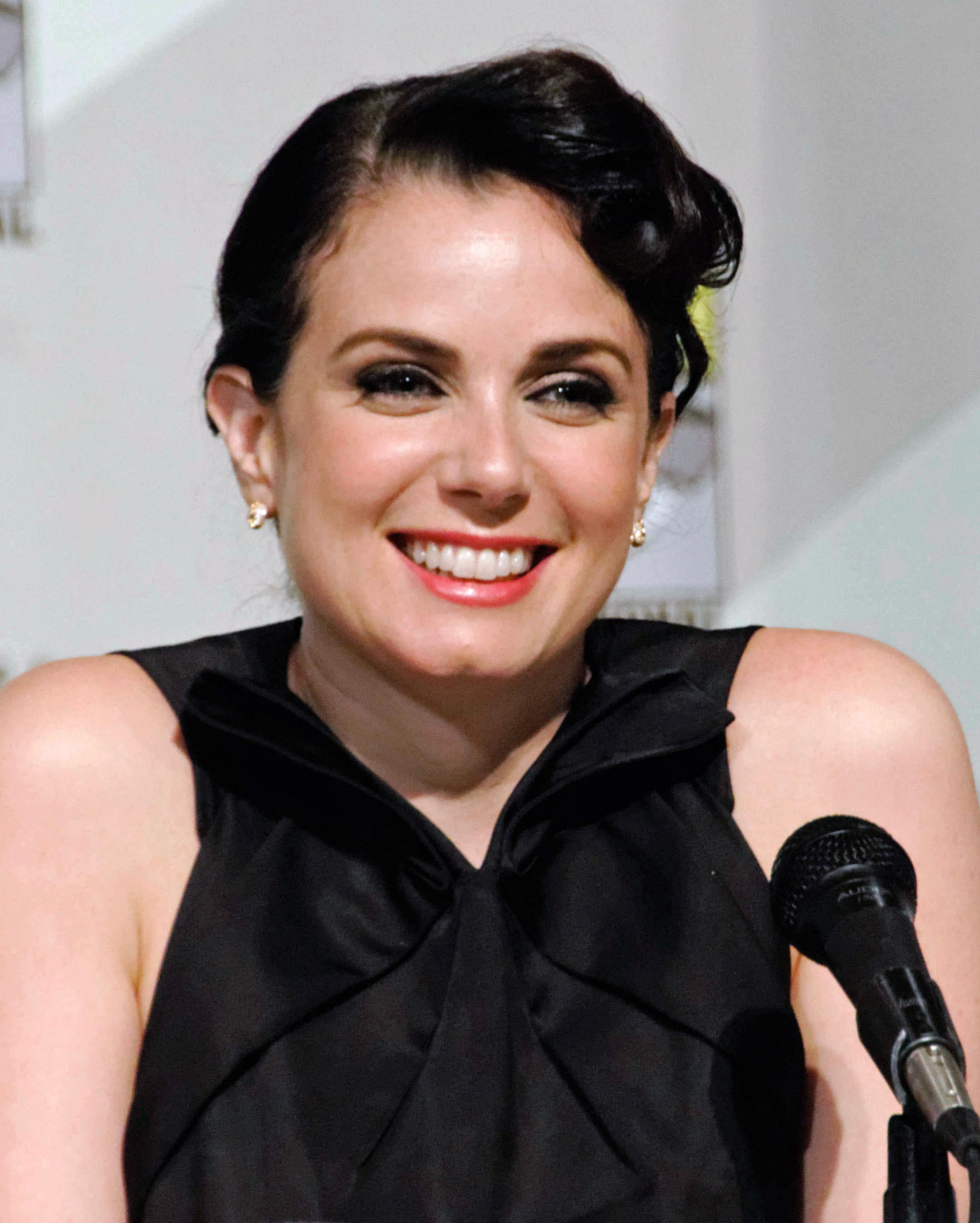
Mia Kirshner interpreta Amanda nella serie Discovery

## Filmografia

### Cinema
- Rotta verso la Terra (Star Trek IV: The Voyage Home), regia di Leonard Nimoy (1986)
- Star Trek V - L'ultima frontiera (Star Trek V: The Final Frontier), regia di William Shatner (1989)
- Star Trek - Il futuro ha inizio (Star Trek), regia di J. J. Abrams (2009)

### Televisione
- Star Trek - serie TV, episodio 2x10 (1967)
- Star Trek - serie animata, episodio 1x02 (1973)
- Star Trek: Discovery - serie TV, 8 episodi (2017-2019)
- Star Trek: Strange New Worlds - serie TV, episodio 2x05 (2023)